# Microsoft Office Forms Server
Microsoft Office Forms Server 2007 convierte los formularios cliente de InfoPath en formas .html o .ajax que pueden ser accesibles y rellenables acceder con cualquier navegador, incluyendo los navegadores de teléfonos móviles. Forms Server 2007 también admite el uso de una base de datos o fuente de datos como el back-end para el formulario. Además, permite la implementación centralizada y gestión de formularios. Los formularios alojados de Forms Serveer 2007 también admiten la validación de datos y formato condicional, al igual que su homólogo de InfoPath. También es compatible con controles avanzados, como "repetición de sección y mesa". Sin embargo, algunos controles de InfoPath no se pueden utilizar si notiene que ser alojado en un servidor de formularios.
Microsoft Office Forms Server ya no está disponible como un producto independiente. Las características que ofrece este producto se enrollan en un componente de Microsoft Office Sharepoint Server 2007 Enterprise Edition llamado InfoPath Forms Services.

## Requerimientos principales
Microsoft Office Forms Server 2007 requiere Microsoft Windows SharePoint Services 3.0 y .NET Framework version 2.0.